# Espadarana prosoblepon
Espèce
Synonymes
- Hyla prosoblepon Boettger, 1892
- Centrolene prosoblepon (Boettger, 1892)
- Hylella puncticrus Boulenger, 1896
- Hylella parabambae Boulenger, 1898
- Hyla ocellifera Boulenger, 1899
- Cochranella ocellifera (Boulenger, 1899)

Statut de conservation UICN

 LC  : Préoccupation mineure
Espadarana prosoblepon est une espèce d'amphibiens de la famille des Centrolenidae.

## Répartition
Cette espèce se rencontre du niveau de la mer à 1 935 m d'altitude, :
- dans l'est du Honduras ;
- au Nicaragua ;
- au Costa Rica ;
- au Panama ;
- en Colombie sur le long du Pacifique, dans la vallée du río Magdalena et dans la cordillère Centrale ;
- dans l'ouest de l'Équateur.

## Description
Centrolene prosoblepon mesure de 21 à 28 mm pour les mâles et 25 à 31 mm pour les femelles. Sa coloration est vert émeraude avec, généralement, des taches noires. Certains individus présentent des motifs ressemblant à des ocelles. Le ventre est jaune.
Ses os et, dans une moindre mesure ses organes internes, sont visibles à travers sa peau.

## Éthologie
Centrolene prosoblepon est une espèce nocturne et essentiellement terrestre. Les mâles sont très territoriaux.

## Reproduction

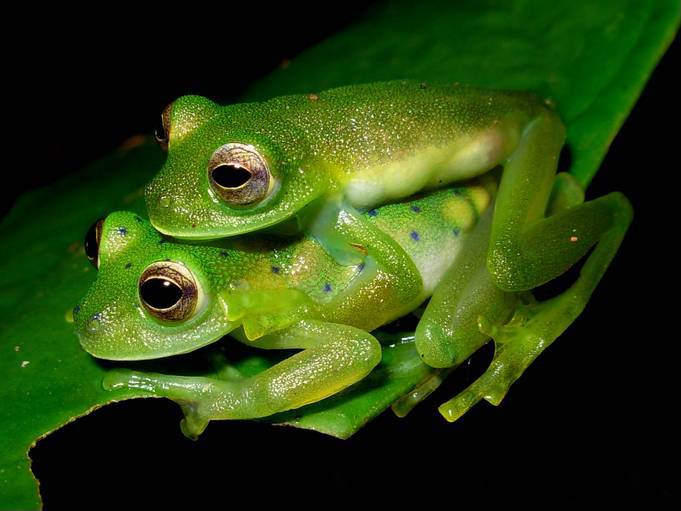
amplexus d’Espadarana prosoblepon.

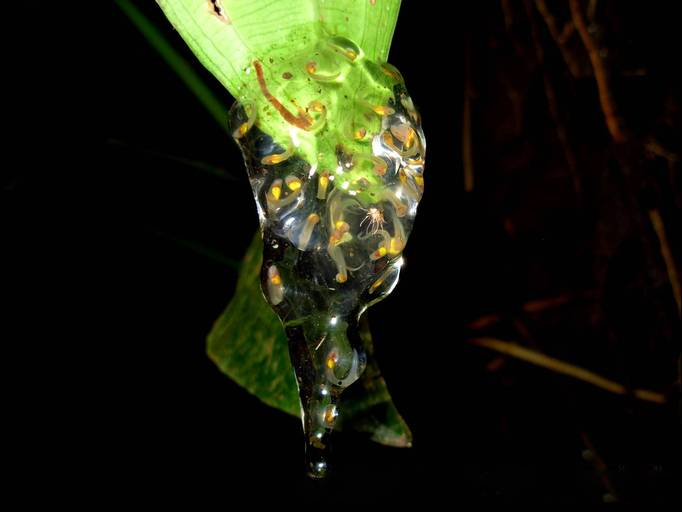
ponte d’Espadarana prosoblepon.

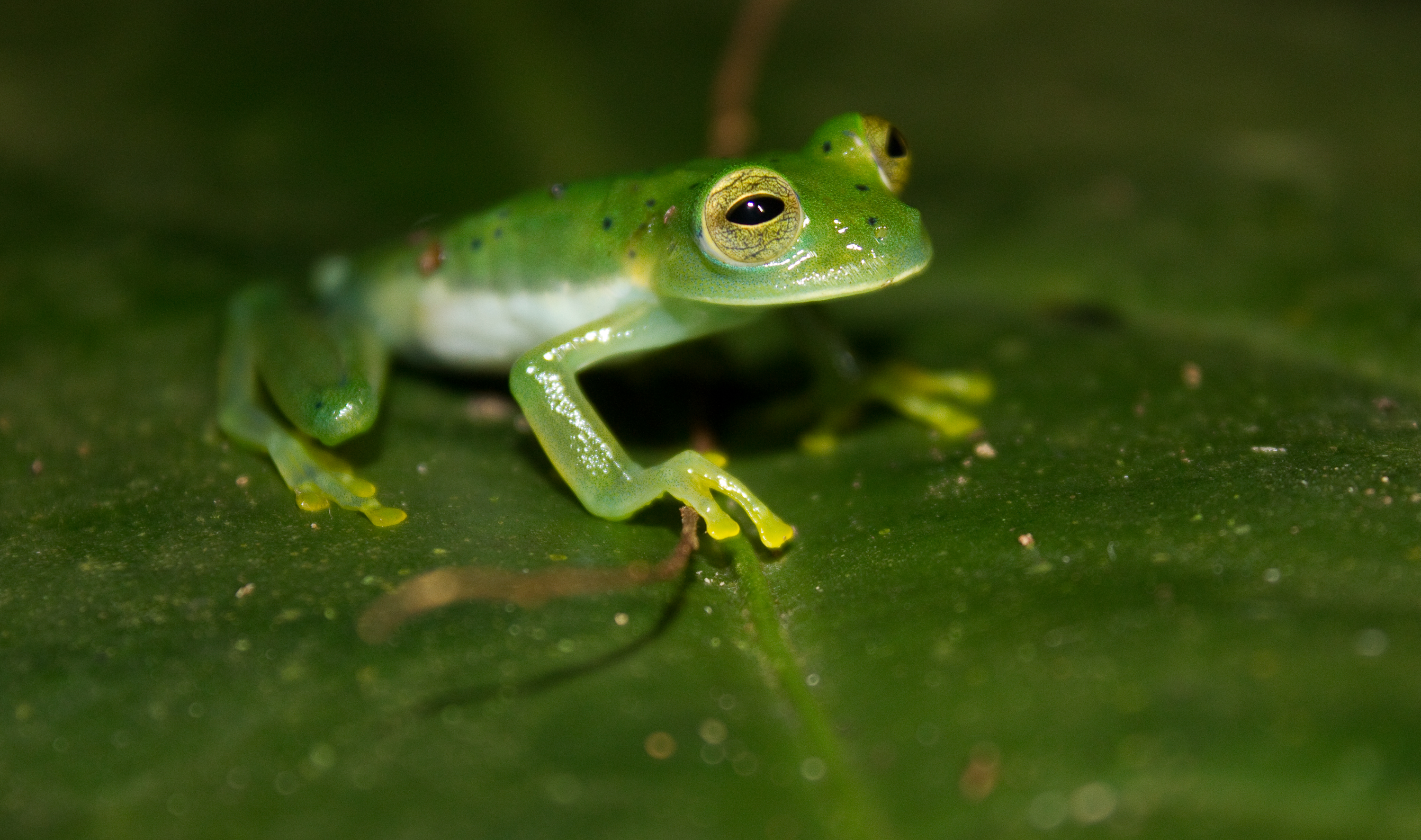
Espadarana prosoblepon.

La ponte a lieu à la saison de pluies, soit de mai à novembre. Les œufs sont pondus sous les feuilles, les branches ou rochers moussus surplombant un plan d'eau. L'éclosion a lieu une dizaine de jours après la ponte. Les tétards tombent dans l'eau, où ils poursuivent leur développement.

## Publication originale
- Boettger, 1892 : Katalog der Batrachier-Sammlung im Museum der Senckenbergischen Naturforschenden Gesellshaft in Frankfurt am Main. Frankfurt am Main, Gebrüder Knauer, p. 1-73 (texte intégral).